# Guy Lapébie
Guy Lapébie (Sent Jors de Maremne, 28 de desembre de 1916 - Banhèras de Luishon, 8 de març de 2010) va ser un ciclista francès, professional entre 1936 i 1952, germà petit de Roger Lapébie.
Els seus èxits més importants els aconseguí el 1936 en ser doble campió olímpic dels Jocs Olímpics de Berlín, en guanyar la cursa per equips, fet equip amb Robert Charpentier i Robert Dorgebray; i la prova de persecució per equips, formant equip amb Jean Goujon, Roger-Jean Le Nizerhy i Robert Charpentier. Al mateix temps va guanyar la medalla de plata a la prova en ruta, darrere Robert Charpentier.
Especialista en pista, va aconseguir nombroses victòries en aquesta disciplina. En carretera destaquen dues victòries d'etapa al Tour de França.

## Palmarès en ruta
- 1936
  - Campió Olímpic per equips
  - Medalla de Plata en la prova en ruta individual als Jocs Olímpics
- 1937
  - 1r a Montpellier
- 1939
  - 1r a Périgueux
- 1942
  - Vencedor d'una etapa del Circuit de França
- 1943
  - 1r del Gran Premi d'Europa, amb Francis Grauss
- 1944
  - Vencedor d'una etapa de l'Òmnium de la Ruta
- 1945
  - 1r de la Zuric-Lausana
- 1946
  - 1r del Gran Premi de Locle
  - 1r del Tour dels Tres Llacs i vencedor de 2 etapes
  - Vencedor d'una etapa de la Volta a Suïssa
- 1948
  - 1r del Bol d'Or a Nimes
  - 1r a Bordeus
  - 1r a Troyes
  - Vencedor d'una etapa al Tour de França
  - Vencedor d'una etapa de la Volta a Luxemburg
- 1949
  - Vencedor d'una etapa al Tour de França
  - Vencedor d'una etapa de la Volta a Luxemburg
- 1950
  - 1r del Gran Premi dels Vins de la Gironda i vencedor d'una etapa
  - Vencedor de 4 etapes a la Volta al Marroc

### Resultats al Tour de França
- 1948. 3r de la classificació general i vencedor d'una etapa
- 1949. Abandona (10a etapa) i vencedor d'una etapa
- 1952. Abandona (18a etapa)

## Palmarès en pista
- 1936
  - Campió Olímpic en Persecució
- 1942
  - 1r al Premi Dupré-Lapize, amb Adolphe Prat
- 1948
  - 1r dels Sis dies de París, amb Arthur Sérès
- 1949
  - 1r dels Sis dies de París, amb Achiel Bruneel
- 1950
  - 1r dels Sis dies de Saint-Étienne, amb Achiel Bruneel
- 1951
  - 1r dels Sis dies de Berlín, amb Émile Carrara
  - 1r dels Sis dies de Hannover, amb Émile Carrara
  - 1r dels Sis dies de Múnic, amb Émile Carrara
- 1952
  - 1r dels Sis dies de Berlín, amb Émile Carrara
  - 1r dels Sis dies de Dortmund, amb Émile Carrara